# مذنب C/2023 A3
C/2023 A3 (تسوتشينشان–أطلس) (أو مذنب تسوتشينشان–أطلس أو ببساطة مذنب A3) هو مذنب من سحابة أورت اكتشفه مرصد الجبل الأرجواني في الصين في 9 يناير 2023، واكتشفه بشكل مستقل أطلس جنوب أفريقيا في 22 فبراير 2023، وقد اعتبر من بين «أكثر المذنبات إثارة في 2023-2024». مر المذنب بالحضيض الشمسي على مسافة مسافة 0.39 وحدة فلكية (58 مليون كيلومتر) في 27 سبتمبر 2024، عندما أصبح مرئيًا للعين المجردة. بلغ مذنب تسوتشينشان-أطلس ذروة سطوعه بعد مروره بالشمس في 9 أكتوبر، حيث وصل إلى قدر ظاهري قدره -4.9 وفقًا للمشاهدات المسجلة في قاعدة بيانات رصد المذنبات (COBS).

## التاريخ الرصدي

### الاكتشاف

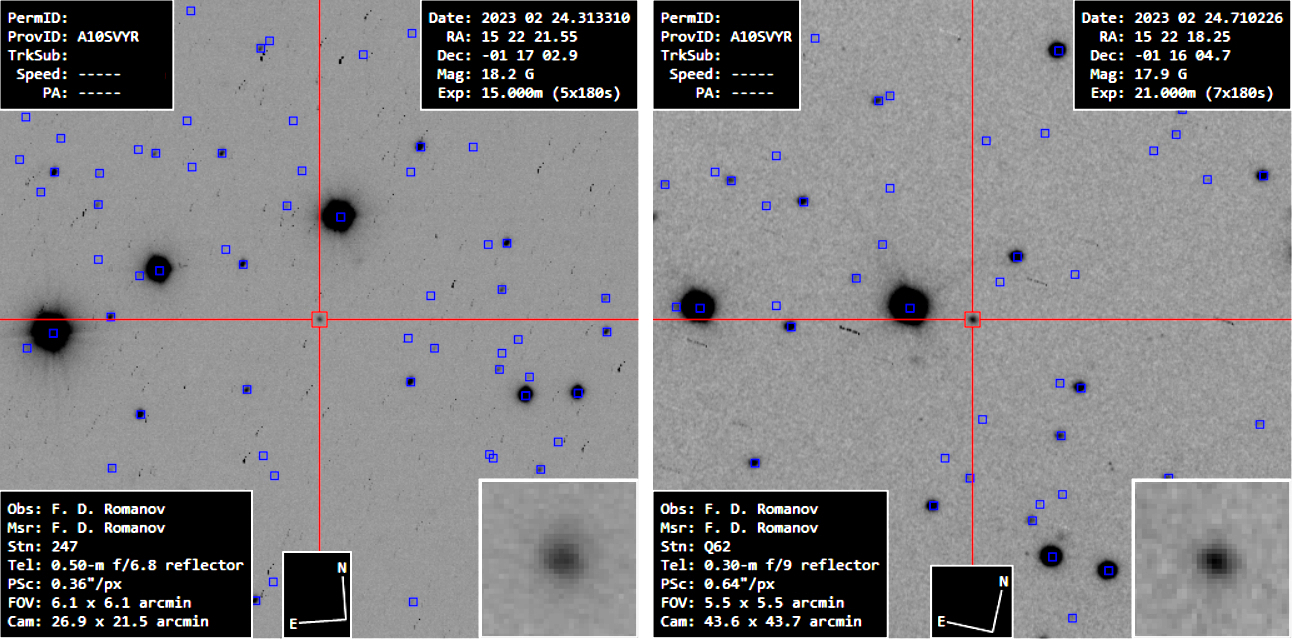
صور للمذنب C/2023 A3 (تسوتشينشان–أطلس) التقطها أحد الفلكيين الهواة في 24 فبراير 2023 باستخدام تلسكوبات عن بُعد

رصد نظام أطلس لرصد الكويكبات الأرضية جسمًا يشبه الكويكب بقدر ظاهري مُقدّر بـ 18.1 في صور التُقطت في 22 فبراير 2023 باستخدام مقراب شميت بقطر 0.5 متر ونسبة بؤرية f/2 في مرصد ساذرلاند [الإنجليزية] في جنوب إفريقيا، عندما كان المذنب على بُعد حوالي 7.3 AU (1.09 بليون كـم؛ 680 مليون ميل) من الشمس. وبعد إجراء الحسابات الأولية للمدار، تم ملاحظة أنه نفس الجسم بقدر ظاهري 18.7 الذي أبلغ عنه مرصد الجبل الأرجواني (تسوتشينشان بلغة ماندراين الصينية)، والذي اكتشف في صور التقطت في 9 يناير 2023. كان قد أُدرج في قائمة الأجرام التي تنتظر التأكيد، ولكنه أُزيل في 30 يناير 2023 بعد عدم ورود أي ملاحظات متابعة، وازداد الغموض في موقعه المتوقع إلى أن اعتبر مفقودًا. وبناءً على قواعد تسمية المذنبات، حصل المذنب على اسم كلا المرصدين.

### بالعربية
1. ↑  الفواز، نادية (29 سبتمبر 2024). "ظاهرة فلكية نادرة.. مذنب تسوتشينشان أطلس يضيء سماء السعودية". العربية نت. اطلع عليه بتاريخ 2024-10-15.
2. ↑  "مذنب "تسوتشينشان أطلس" في أقرب نقطة من الأرض (فيديو)". روسيا اليوم. 14.10.2024. اطلع عليه بتاريخ 15-10-2024. {{استشهاد ويب}}: تحقق من التاريخ في: |تاريخ= (مساعدة)

### بلغات أخرى
1. 1 2  "MPEC 2023-D77 : COMET C/2023 A3 (Tsuchinshan–ATLAS)". minorplanetcenter.net. اطلع عليه بتاريخ 2023-03-01.
2. 1 2  Horizons output. "Barycentric Osculating Orbital Elements for Comet C/2023 A3 (Tsuchinshan–ATLAS)". اطلع عليه بتاريخ 2023-09-01. (Solution using the Solar System's مرجح (Sun+Jupiter). Select Ephemeris Type:Elements and Center:@0)
Epoch 1800 was PR= 3.6E+9 / 365.25 days = millions of years
3. 1 2  "Horizons Batch for C/2023 A3 (Tsuchinshan–ATLAS) on 2024-Sep-27" (Perihelion occurs when rdot flips from negative to positive). JPL Horizons. مؤرشف من الأصل في 2023-04-04. اطلع عليه بتاريخ 2023-09-01. Perihelion as defined at epoch 2024-Sep-01 is QR= 3.91402E-01 (0.3914 AU).
4. 1 2  "Observation list for C/2023 A3". cobs.si. COBS – Comet OBServation database. اطلع عليه بتاريخ 2024-09-24.
5. ↑  "Spaceweather.com Time Machine: Saturday, Sep. 28, 2024". www.spaceweather.com. اطلع عليه بتاريخ 2024-10-15.
6. 1 2 3  "Electronic Telegram No. 5228". Central Bureau for Astronomical Telegrams. 28 فبراير 2023. اطلع عليه بتاريخ 2023-03-01.
7. "Small-Body Database: C/2023 A3 (Tsuchinshan–ATLAS)". ssd.jpl.nasa.gov. مؤرشف من الأصل في 2023-03-01. اطلع عليه بتاريخ 2023-09-01.
8. Seiichi Yoshida. "C/2023 A3 ( Tsuchinshan-ATLAS )". Seiichi Yoshida's Comet Catalog. اطلع عليه بتاريخ 2023-05-01.
9. "Horizons Batch for C/2023 A3 (Tsuchinshan–ATLAS) Solar elongation on 2024-Oct-10". JPL Horizons. اطلع عليه بتاريخ 2023-03-03.

## روابط خارجية
- مذنب C/2023 A3 في قاعدة بيانات مختبر الدفع النفاث لأجرام النظام الشمسي الصغيرة

- الاكتشاف · مخطط المدار ·  العناصر المدارية · المعلمات المادية